# Aloe chrysostachys
Aloe chrysostachys är en grästrädsväxtart som beskrevs av John Jacob Lavranos och Leonard Eric Newton. Aloe chrysostachys ingår i släktet Aloe och familjen grästrädsväxter.
Artens utbredningsområde är Kenya. Inga underarter finns listade i Catalogue of Life.